# Palhaço Croquete
António Assunção é um actor português, mais conhecido pela sua intrepretação enquanto palhaço Croquete. Estendendo a sua actividade desde o final da década de 70 até aos dias de hoje, o Palhaço Croquete é um dos mais experientes em Portugal, tendo partilhado a sua diversão com crianças e adultos com as suas encenações.
Fez dupla com António Branco, o palhaço Batatinha. Croquete e Batatinha actuaram em vários programas da RTP. Autores e intérpretes da série de maior sucesso para crianças no início da década de 80 "Palhaços À Solta" (1980) mais tarde a solo, Croquete apresenta  "Férias Coloridas" para a RTP1 e "Férias em Festa". A dupla separarou-se em 1981, devido a incompatibilidades que se acumularam ao longo do tempo.
Também é conhecido como o Palhaço Cantor, visto que já gravou dezenas de originais interpretados nos seus espectáculos e na televisão.[carece de fontes?]
Ainda como actor ou figurante especial participou em séries televisivas como - "Cromos de Portugal", "Estação da Minha Vida", "Doce Fugitiva" ou "Vila Faia II".

## Discografia
- Palhaços à Solta
- Lá, lá, lá Banzé
- A Rua
- 1,2,3,4 Estações
- Muita Fruta
- Viva a Brincadeira